# Seznam českých ornitologů
Seznam českých ornitologů uvádí některé české přírodovědce, kteří se zabývali i ornitologií. Seznam není úplný.

## A
- Peter Adamík[1], od 18.11.2024 předseda ČSO
- Jan Andreska (* 1963)
- Jaroslav Ašmera (1932–2000)[2]

## B
- Vladimír Balthasar (1897–1978)
- Vladimír Bejček (* 27. září 1953 )
- Tomáš Bělka (* 4. března 1954 Rychnov nad Kněžnou): bývalý předseda České společnosti ornitologické, amatérský ornitolog, odborník na dravce a sovy (člen SOVDS), koordinátor pracovní skupiny pro celoplošný monitoring orla mořského, fotograf, spoluautor překladu knihy Dravci Evropy, severní Afriky a Blízkého východu – určování v letu (2021)
- Stanislav Beneda (1931–2010)[3]
- Miroslav Bouchner (1926–2003)[4]
- Pavel Brandl (* 1971)[5], kurátor savců pražské zoologické zahrady
- Karel Broulík (* 1951)[6]
- Petr Bürger (* 1951)[7]

## C
- Jaroslav Cepák (* 19. června 1972 v Jindřichově Hradci): vedoucí kroužkovací stanice Národního muzea, spoluautor knihy Atlas migrace ptáků České a Slovenské republiky

## Č
- Václav Čapek (1862–1926)[8]
- Pavel Čech (15. prosince 1947 Praha – 16. března 2021 Praha): předseda ZO ČSOP Vlašim, odborník na ledňáčka říčního
- Walter Černý (1905–1975): předseda ČSO (1952–1975), autor a spoluautor významných ornitologických publikací

## D
- Gabriela Dobruská (* 24. listopadu 1975 Praha): pracovnice České společnosti ornitologické, zabývá se osvětou a vzděláváním, členka výboru Kroužkovací stanice
- Robert Doležal (* 1969): autor překladu knih Ptáci Evropy, severní Afriky a Blízkého východu (2012), Příručka k určování ptáků (2016), Určování ptáků v letu, se zaměřením na evropské druhy pěvců, šplhavců a dalších (2022) a Ptáci: příručka k určování všech evropských druhů (2023), spoluautor překladu dvousvazkové knihy Ptáci: Pěvci Evropy, Blízkého východu a severní Afriky (2021), Ptáci - příručka k určování všech evropských druhů (2023), člen Faunistická komise ČSO (FK ČSO) a Názvoslovné komise ČSO (NK ČSO), propagátor birdwatchingu a zakladatel Klubu 300
- Robert von Dombrowski
- Miroslav Dvorský

## F
- Vladimír Fiala (27. ledna 1922 Nové Město na Moravě – 5. dubna 2010 Brno)
- Jiří Flousek (23. srpna 1957 Náchod – 14. listopadu 2022): bývalý předseda ČSO, vědecký pracovník oddělení ochrany přírody Správy KRNAP, spoluautor atlasů hnízdního rozšíření ptáků Krkonoš[9]
- Čestmír Folk (1. září 1931 Třebíč – 21. února 2003 Brno)
- Jiří Formánek (* 6. února 1930 Pulice u Dobrušky[10] – 12. července 2021): vedoucí kroužkovací stanice Národního muzea (1964–2001), autor knihy Hnízda pěvců České republiky (2017)
- Antonín Frič (30. července 1832 Praha – 15. listopadu 1913 Praha-Nové Město)

## G
- František Ginter
- Tomáš Grim (* 13. září 1973 Trenčín): Autor publikací o birdwatchingu či kukačce obecné

## H
- Emil Marie Hachler
- Vladislav Hájek (14. ledna 1932 Praha-Ďáblice – 23. června 1995 Břeclav): zakladatel a vedoucí Skupiny pro výzkum bahňáků v ČSSR (od 6. října 1970), autor ornitologických příruček Určování stáří a pohlaví pěvců (1978), Určování stáří a pohlaví nepěvců (1984–1985), Klíč k určování bahňáků (1974), kroužkovatel[11][12]
- Jan Hanzák (1. září 1923 Praha – 20. září 1994 Praha):[13][14] vedoucí zoologického oddělení Národního muzea, spoluautor populárně naučné edice Světem svířat (1963, 1974), autor vědeckých článků
- Jiří Havlín
- František Hejl (23. ledna 1909 Vídeň – 29. října 1989)[15]
- Bořivoj Holínek
- Jan Hora (* 1945): bývalý pracovník Zoo Praha a Národního muzea; autor a spoluautor ornitologických publikací; „duchovní otec“ a redaktor časopisu Ptačí svět; „V rámci tehdejší ICBP navrhl pro nově vznikající významná ptačí území ustavení neformálních pracovních skupin z aktivních místních lidí a hned je u nás začal zavádět. Myšlenku patronátních skupin (care-taker groups) převzala poté řada partnerů BirdLife po celém světě, zejména v Africe.“;[16][17] laureát Conservation Achievement Awards od BirdLife International z roku 2008 „za svou dlouholetou práci a inovativní přístup k ochraně Významných ptačích území (Important Bird Areas, IBA).“;[18] čestný člen ČSO; držitel Ceny ČSO 2019 „za precizní zpracování výsledků monitoringu naturových druhů ptáků a ptačích oblastí v letech 2005—2013“;
- Alfred Hořice
- Miloslav Hromádka (též Hromádko; 1. prosince 1943 Nové Město nad Metují): spoluautor a spolueditor knihy Ptáci Hradce Králové (2021)
- Karel Hudec (18. listopadu 1927 Brno – 10. listopadu 2017 Brno): autor a spoluautor významných ornitologických publikací

## Ch
- Kryštof Chmel: správce ptačího parku Zbudovská blata
- Stanislav Chvapil (* 30. května 1937 Praha): učitel na gymnáziu v Roudnici nad Labem, vedoucí Skupiny pro výzkum brodivých ptáků
- Josef Chytil: ornitolog a chiropterolog; kurátor a správce oologických, entomologických a mineralogických sbírek Ornitologická stanice Muzea Komenského v Přerově, p.o.; kroužkovatel; zakládající člen České společnosti pro ochranu netopýrů (ČESON)[19]

## J
- Václav Jakubíček
- František Janalík (3. září 1938 Rymice – 13. listopadu 2007 Jilemnice)
- Jiří Janda (24. dubna 1865 Praha – 25. srpna 1938 Praha): významný český ornitolog a zoolog, zakladatel pražské zoologické zahrady
- Jiří Janda (16. března 1958 Písek – 6. května 1994): spoluzakladatel a koordinátor Jednotného programu sčítání ptáků, zakladatel časopisu Ptačí svět
- Josef Jirsík (26. listopadu 1898 Praha – 30. prosince 1956 Teplice): zakladatel Kroužkovací stanice Národního muzea v Praze a autor základní databáze faunistických údajů[20]
- Zdeněk Jón
- Michal Javůrek

## K
- Otta Kadlec
- Jaroslav Karásek
- Bedřich Karel Kinský (3. března 1911 Kostelec nad Orlicí – 14. prosince 1999 Sassenberg)[21]
- Jaroslav Klápště (6. prosince 1939 Semily – 10. června 2010): čestný člen ČSO
- Julius Klejdus
- Zdeněk Klůz
- Alena Klvaňová (* 1978 Liberec)
- Karel Kněžourek (7. listopadu 1857 Městec Králové – 3. listopadu 1920 Žleby)
- Jaroslav Koleček  (* 1985 Valašské Meziříčí): člen výboru ČSO (2014–2020), člen redakční rady časopisu Sylvia, autor vědeckých článků
- Vojtěch Kubelka (* 17. prosince 1989 České Budějovice): specialista na bahňáky, člen a koordinátor Skupiny pro výzkum a ochranu bahňáků v ČR (SVOB), pracovní skupiny České společnosti ornitologické (ČSO) od 2008;[12]
- Pavel Kverek: odborník na slavíky

## L
- Bedřich Landsfeld: hlavní koordinátor Skupiny pro ochranu a výzkum dravců a sov (SOVDS) při České společnosti ornitologické
- Vladimír Lemberk
- Kurt Loos

## M
- Karel Machač (* 1953)
- Růžena Machačáov (* 1953)
- Jakub Macháň
- Karel Makoň: Předseda DES OP - Záchranná stanice živočichů Plzeň
- Miroslav Medek
- Břeněk Michálek (* 28. 7. 1979 Jaroměř): správce rezervací ČSO; správce ptačího parku Josefovské louky; držitel Ceny Královéhradeckého kraje za ekologickou výchovu 2017;[22]
- Julius Michel
- Oldřich Mikulica (* 1951 Lužice): fotograf, kameraman, režisér, autor a spoluautor oceňovaných publikací o kukačce obecné[23]
- Jiří Mlíkovský
- Josef Musílek
- David Martinovský: místopředseda Západočeské pobočky ČSO, kroužkovatel

## N
- Michal Němec

## O
- František Obhlídal
- Petr Orel (* 1959 Nový Jičín)

## P
- Martin Paclík: šéfredaktor časopisu Sylvia (od 2015) a časopisu Panurus (2007–2014)
- Jan Pavelka
- Karel Pecl
- Jaroslav Pelikán
- Pavel Pelz (25. června 1924 České Budějovice – 20. května 2015 Mladá Boleslav): čestný člen ČSO, autor nahrávek hlasů a zvuků ptáků (rozhlasový pořad Hlas pro tento den), zakladatel edice Biophon[24]
- August von Pelzeln (10. května 1825 Praha – 2. září 1891 Vídeň)
- Michal Pešata
- Karel Plachetka
- Václav Podhorský
- Eugen Pohle
- Simona Poláková
- Karel Poprach
- Josef Prokuslav Pražák
- Petr Procházka

## R
- Jiří Reif (* 10. února 1980 Litomyšl): koordinátor monitoringu hnízdních populací JPSP a LSD (od roku 2004), popularizátor ornitologie; Cena Marcina Antzaka pro nejpodnětnější ornitologickou studii publikovanou v roce 2015; Velemlok award (2019)[25][26]
- Bohumil Rejman
- Antonín Růžička (20. září 1883 Kameničky – 28. července 1943 Třebíč)
- Dana Rymešová (* 1984 Nové Město na Moravě)

## Ř
- Pavel Řepa (23. července 1943 Praha – 12./13. března 2021 Tachov): spoluautor publikace Metody kvantitativního výzkumu v ornitologii (1986) a Ptáci Tachova (2020)[27]
- Jan Řezníček

## S
- Kateřina Sam
- Libor Schröpfer (* 14. června 1963 Domažlice): autor překladu knihy Který pták tu zpívá? Poznáváme ptačí druhy podle hlasu (2021), předseda Západočeské pobočky ČSO
- Jiljí Sitko
- Ferdinand Stolička (7. července 1838 Bílany u Kroměříže – 19. června 1874 Murghí, Ladak, Indie)
- Oldřich Suchý (10. března 1926 Šumvald – 25. října 2002 Šternberk)

## Š
- Martin Šálek: odborník na ochranu sýčků, výzkum a ochranu zemědělské krajiny
- Jaromír Šámal (12. července 1900 Praha – 5. června 1942 Praha)
- Jiří Šírek: jednatel FK ČSO
- Jaroslav Škopek (* 1953 Vimperk)
- Karel Šťastný (* 22. července 1941 Český Brod): bývalý předseda ČSO (1990–2008), autor a spoluautor významných ornitologických publikací[28][29]

## T
- Josef Tálský
- Zdeněk Tecl
- Evžen Tošenovský – odborník na ochranu synantropních ptáků (a netopýrů), popularizátor jejich ochrany
- Pavel Trpák

## U
- Lubor Urbánek

## V
- Roman Vacík: bývalý předseda Západočeské pobočky ČSO
- Jiří Vačkař
- Milan Vach
- Václav Vach
- František Vališ
- Pavel Vašák (10. července 1953 Louny – 29. června 2010): bývalý předseda ČSO (2008–2009), autor a spoluautor populárně-naučných knih[30][31]
- Martin Vavřík: člen FK ČSO
- Zdeněk Vermouzek (* 1974): ředitel ČSO, autor řady publikací zabývajících se indikátory ptáků a jejich vyhodnocováním
- Zdeněk Veselovský
- Lukáš Viktora: odborník na rorýse obecného, migraci, ochranu synantropních druhů ptáků a popularizátor jejich ochrany
- Ing. Jiří Vlček: autor publikací o chřástalovi polním, v průběhu desítek let se podílel na řadě projektů kvantitativního mapování ptáků v západních Čechách i výzkumu jednotlivých druhů.
- Petr Voříšek

## W
- Veleslav Wahl (15. května 1922 Praha – 16. června 1950 Praha)
- Jaromír Wenig
- Jan Vilém Woborzil

## Z
- Václav Zámečník: ochrana ptáků zemědělské krajiny v rámci zemědělské politiky České republiky – autor a spoluautor souvisejících publikací

## Ž
- Pavel Žďárek (15. února 1942 Náchod – 30. listopadu 2012): specialista na bahňáky; člen Skupiny pro výzkum bahňáků v ČSSR (od 1970, od 1991 vedoucí); člen a čestný předseda Skupiny pro výzkum a ochranu bahňáků v ČR, pracovní skupiny České společnosti ornitologické (SVOB, od 20. října 2007); bratr Jana Žďárka (* 1938);[32][33][12]